# Axel Priebs
Axel Priebs (* 1956 in Hamburg) ist ein deutscher Raumplaner, Verwaltungsexperte und Wissenschaftler. Von 2001 bis März 2018 war er zuständiger Dezernent für Umwelt, Planung und Bauen der Region Hannover und zudem ab 2002 erster Regionsrat der Region Hannover. Axel Priebs ist Honorarprofessor an den Universitäten  Kiel und Hannover. Er war von 2019 bis 2022 Vizepräsident und ist seit 2023 Präsident der Akademie für Raumentwicklung in der Leibniz-Gemeinschaft (ARL).

## Leben
Axel Priebs studierte von 1977 bis 1983 Geographie, Soziologie und Verwaltungs- und Raumplanungsrecht an der Christian-Albrechts-Universität zu Kiel. 1983 schloss er das Studium mit Diplom ab, im Anschluss war er als Wissenschaftlicher Mitarbeiter am Geographischen Institut der Universität Kiel tätig. 1984 wurde er Regionalplaner beim Landkreis Verden. 1986 wurde er Wissenschaftlicher Mitarbeiter an der Pädagogischen Hochschule Flensburg. 1989 promovierte er an der Universität Kiel mit dem Dissertationsthema Dorfbezogene Politik und Planung in Dänemark  unter sich wandelnden gesellschaftlichen Rahmenbedingungen, bis 1990 war er als Wissenschaftlicher Mitarbeiter an der Universität Kiel tätig. 1990 bis 1991 war er DFG-Stipendiat an der Universität Kopenhagen. 1991 wurde er Leiter des Referates Raumordnung und Landesplanung beim Senator für Umweltschutz und Stadtentwicklung der Freien Hansestadt Bremen und war Mitglied des Hauptausschusses der Ministerkonferenz für Raumordnung. 1994 wechselte Priebs nach Berlin, wo er bis 1995 als Berliner Leiter der Gemeinsamen Arbeitsstelle der Gemeinsamen Landesplanung Berlin/Brandenburg tätig war. Von 1996 bis 2001 war er Leiter des Fachbereichs Planung und Naherholung beim Kommunalverband Großraum Hannover. Von 2001 bis März 2018 war er der Dezernent für Umwelt, Planung und Bauen der Region Hannover sowie ab 2002 1. Regionsrat der Region Hannover und Allgemeiner Vertreter des Regionspräsidenten.
Seit 1998 ist Axel Priebs Honorarprofessor an der Universität Kiel.
Nach Beendigung seiner Amtszeit als Dezernent der Region Hannover war Priebs 2018 bis 2020 hauptberuflicher Professor an der Universität Wien.
Er ist Mitglied des Beirats für Raumentwicklung beim Bundesministerium des Innern sowie der Akademie für Raumforschung und Landesplanung. Zudem ist er Mitglied der Deutschen Akademie für Städtebau und Landesplanung.

## Schriften (Auswahl)
- Zentralisierung auf dem Landes und Funktionsverlust der Dörfer in Schleswig-Holstein – eine zwangsläufige Entwicklung? In: Die Heimat. Zeitschrift für Natur- und Landeskunde von Schleswig-Holstein und Hamburg. Bd. 95 (1988), Nr. 9/10, September/Oktober, S. 254–261 (Digitalisat).
- (Hrsg.): Zentrale Orte, Einzelhandelsstandorte und neue Zentrenkonzepte in Verdichtungsräumen. Geographisches Institut der Universität Kiel, Kiel 1999 (= Kieler Arbeitspapiere zur Landeskunde und Raumordnung 39).
- (Red.): Großraum Hannover. Eine Region mit Vergangenheit und Zukunft (= Beiträge zur regionalen Entwicklung, Heft Nr. 96), Kommunalverband Großraum Hannover, Hannover 2001.
- (Hrsg.): Junge Städte in ihrer Region (= Schriftenreihe zur Stadtgeschichte, hrsg. vom Kultur- und Sportamt, Stadtarchiv, Garbsen, Bd. 10), hrsg. im Auftrag der Stadt Garbsen und des Kommunalverbandes Großraum Hannover. Stadt Garbsen, Garbsen 2001, ISBN 978-3-9802985-7-5.
- mit Christiane Schröder, Sid Auffarth, Manfred Kohler (Hrsg.): Kali, Kohle und Kanal. Industriekultur in der Region Hannover, hrsg. im Auftrag der Region Hannover, 1. Auflage. Hinstorff Media, Rostock 2010, ISBN 978-3-356-01378-8; Inhaltsverzeichnis.
- Raumordnung in Deutschland. Westermann, Braunschweig 2013, ISBN 978-3-14-160341-5.
- Kopenhagen – klimafreundliche Verkehrspolitik in einer Wachstumsregion. In: Geographische Rundschau (2016), Heft 6, S. 32–38.
- mit Rose Scholl (Hrsg.): Der Griff nach den Sternen: Geschichte und Gegenwart des Garbsener Stadtteils Auf der Horst. LIT Verlag, Münster 2016, ISBN 978-3-643-13515-5; Inhaltsverzeichnis.
- Die Region Hannover. In: Hansjörg Küster / Norbert Fischer (Hrsg.): Niedersachsen – Bausteine einer Landeskunde. Wachholtz, Kiel / Hamburg 2018, ISBN 978-3-529-05026-8, S. 283–306.
- Stadt-Umland-Beziehungen. In: Akademie für Raumforschung und Landesplanung (Hrsg.): Handwörterbuch der Stadt- und Raumentwicklung. Bd. 4. Akademie für Raumforschung und Landesplanung, Hannover 2018, ISBN 978-3-88838-560-5, S. 2549–2555.
- Regionalplanung. In: Akademie für Raumforschung und Landesplanung (Hrsg.): Handwörterbuch der Stadt- und Raumentwicklung. Akademie für Raumforschung und Landesplanung, Bd. 4, Hannover 2018, ISBN 978-3-88838-560-5, S. 2047–2063.
- Ländliche Mittelzentren in Schleswig-Holstein – Kleine Städte vor großen Herausforderungen. In: Standort. Bd. 43 (2019), Heft 3, S. 185–191.
- Raumordnung: Handlungsauftrag und Impulse zur Schaffung gleichwertiger Lebensverhältnisse. In: Hans-Günter Henneke (Hrsg.): Gleichwertige Lebensverhältnisse bei veränderter Statik des Bundesstaates? Professorengespräch 2019 des Deutschen Landkreistages am 12./13.3.2019 in Berlin/Neuhardenberg. Boorberg, Stuttgart u. a. 2019 (= Schriften zum deutschen und europäischen Kommunalrecht; 55), ISBN 978-3-415-06601-4, S. 209–230.
- Die Stadtregion. Planung – Politik – Management (= UTB Uni-Taschenbücher; 4952). Eugen Ulmer, Stuttgart 2019, ISBN 978-3-8252-4952-6.
- Gemeinsame Landesplanungsabteilung Berlin-Brandenburg: Eine organisatorische Innovation. In: Harald Bodenschatz, Harald Kegler (Hrsg.): 100 Jahre Groß-Berlin. Bd. 4: Planungskultur und Stadtentwicklung. Lukas Verlag, Berlin 2020, ISBN 978-3-86732-349-9, S. 206–215.
- Qualifizierung von Stadtrand und Suburbia durch schienengebundenen Nahverkehr. In: Jahrbuch Stadtregion (2019/20), S. 153–173.